# Pertusaria trachythallina
Pertusaria trachythallina är en lavart som beskrevs av Erichsen. Pertusaria trachythallina ingår i släktet Pertusaria och familjen Pertusariaceae.   Inga underarter finns listade i Catalogue of Life.